# ケーシー・モートン
ケーシー・モートン（Casey Morton）ことカリッサ・レフア・モートン（Carissa Lehua Morton、1983年11月5日 - ）は、アメリカ合衆国の女子プロボクサー。第2代WBOアジア太平洋女子フライ級王者。ハワイ州ホノルル出身。母は日本人。カリフォルニア州在住だが現在はアジアを主戦場としている。トレーナーはノニト・ドネアの父で、マニー・パッキャオからも指導を受けたことがある。

## 来歴
2014年10月11日、サクラメントでデビュー。
2017年よりフィリピンを中心とするアジアで活動。
2018年3月25日、パラニャーケにてノンムアイ・ゴーキャットジムとWBOアジア太平洋女子フライ級王座決定戦を戦い、3-0判定で初タイトル獲得。
12月15日、中国・渝北にてジュタマス・ジトポンとWBOアジア太平洋女子スーパーフライ級王座決定戦を戦うが、判定で初黒星を喫しアジア2階級制覇ならず。
2019年3月25日、マニラにて日向野知恵を迎えWBO女子アジア太平洋フライ級王座の初防衛戦を戦い、2-1の判定で王座初防衛。
6月19日、母の母国である日本の幕張メッセにて世界初挑戦として吉田実代とのWBO女子世界スーパーフライ級王座決定戦に挑むが、ジャッジ2人がフルマークを付ける0-3判定で敗れ世界王座ならず。
12月21日、Saowaluk NareepangsriをTKOで下し再起成功。
2021年9月12日、UAE・ドバイにてウルヴァシ・シンと対戦し、2-0判定で勝利。
2022年6月7日、フランス・パリにてダニエラ・アセンホとのIBO女子世界スーパーフライ級王座決定戦に挑むが、0-3判定負け。
7月30日、ベトナム・ブンタウにてワッサナ・カームデーを2回TKOで降し再起成功。
2023年6月13日、後楽園ホールにてWBO女子世界スーパーフライ級王者晝田瑞希相手に世界再挑戦。しかし、1回1分63秒TKOで敗れまたしても世界王座獲得ならず。
2023年11月4日、フィリピンにてArisara Wisetwongsaを2回KOで降し再起に成功。

## 戦績
- 19戦 12勝 (3KO) 4敗 3分

## 獲得タイトル
- 第2代WBOアジア太平洋女子フライ級王座（防衛1）